# Sanfilippodytes veronicae
Sanfilippodytes veronicae är en skalbaggsart som först beskrevs av Rochette 1983.  Sanfilippodytes veronicae ingår i släktet Sanfilippodytes och familjen dykare. Inga underarter finns listade i Catalogue of Life.